# Calea ferată Medgidia–Negru Vodă

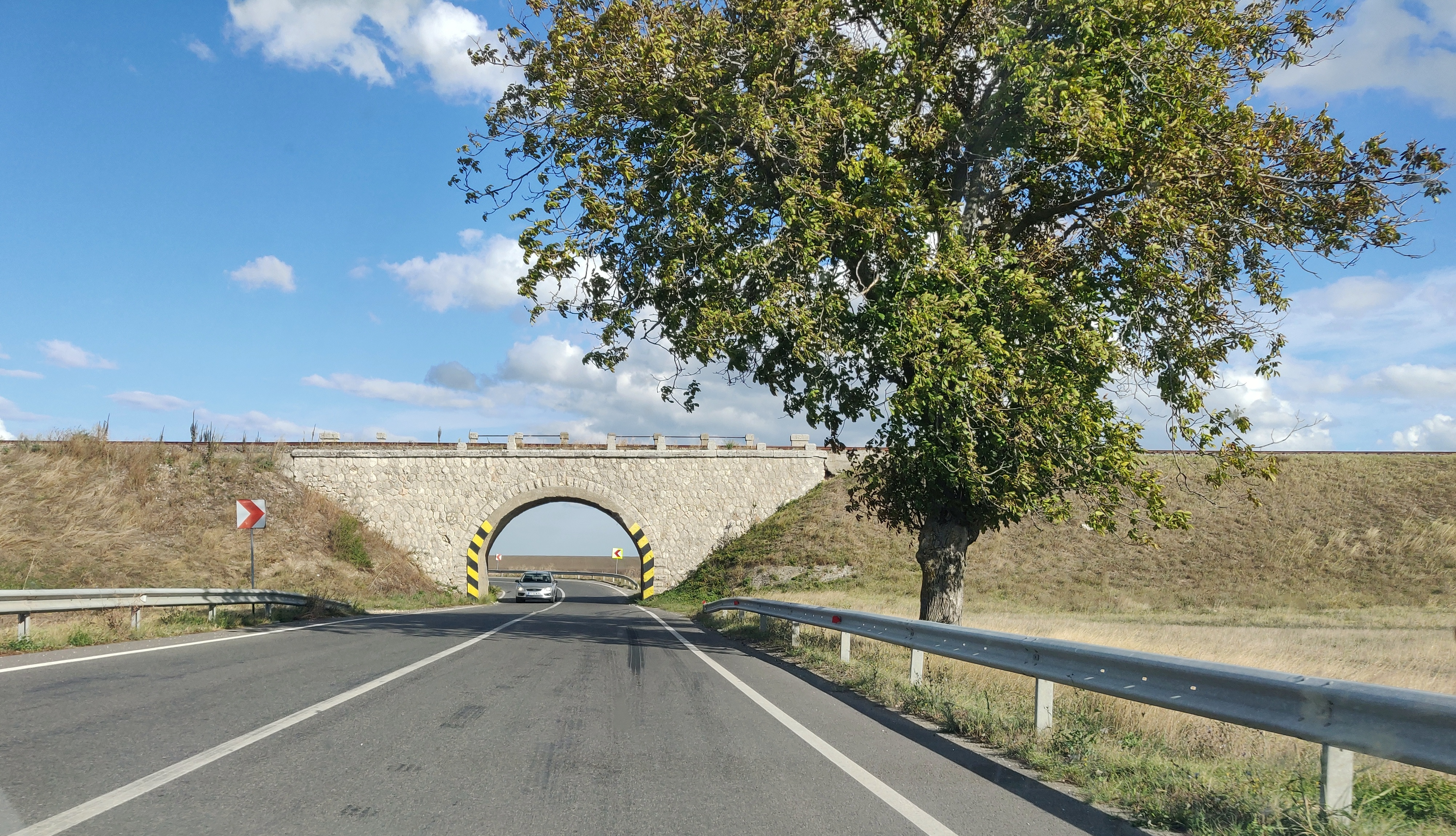
Pod pe linia Medgidia-Negru Vodă, în apropiere de Negru Vodă.

Calea ferată Medgidia-Negru Vodă este o cale ferată secundară din România, simplă, neelectrificată. Traseul liniei continuă de la Negru Vodă peste granița cu Bulgaria și se conectează cu linia 29 până la Povelyanovo prin stația de frontieră Kardam, fiind electrificată de la Devnya la Povelyanovo.
Notă - Prescurtări folosite în graficul liniei :
- Hm. = Haltă de mișcare
- hcv. = Haltă deschisă pentru traficul de călători și marfă
- h. = Haltă deschisă pentru traficul de călători, fără vânzător de bilete